# 1881 in Italia

## Avvenimenti
- 4 marzo – Terremoto a Casamicciola. Muoiono circa 100 persone.

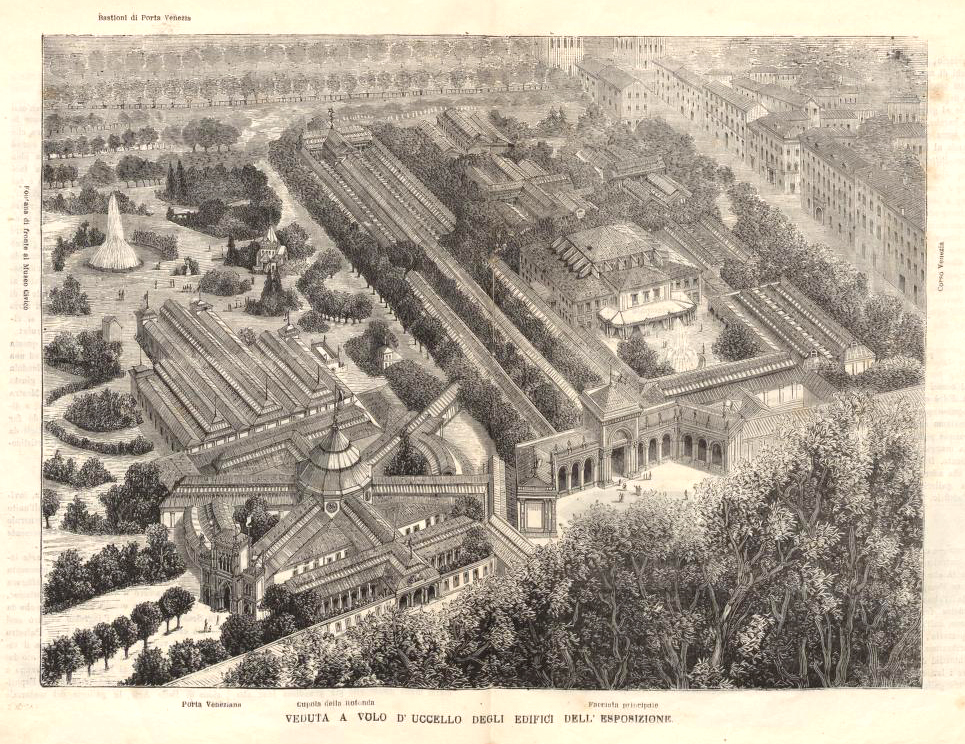
Vista dell'Esposizione nazionale italiana del 1881.

- 6 maggio: inaugurazione a Milano dell'Esposizione nazionale italiana del 1881[1].

- 12 maggio: la Francia, le cui truppe sono entrate in Tunisia il 24 aprile (Schiaffo di Tunisi), firma con il bey il trattato del Bardo. Questo avvenimento provoca vive reazioni in Italie[2], che gode di una situazione privilegiata in Tunisia, grazie ad una numerosa comunità italiana (30 000 persone).

- 29 maggio: si dimette il presidente del Consiglio italiano Benedetto Cairoli. Gli subentra Agostino Depretis (governo Depretis IV, che durerà  fino al 25 maggio 1883. Depretis governerà ininterrottamente fino alla sua morte nel 1887[3].

- 12-13 luglio: gravi incidenti disturbano la traslazione del corpo di Pio IX da San Pietro a San Lorenzo al Verano[4].

- 24-29 luglio: fondazione a un congresso a Rimini del Partito Socialista Rivoluzionario di Romagna da parte di Andrea Costa e, il 30 aprile del giornale l’Avanti!. Otterranno due seggi alle elezioni del 1882[5] · [6].

- 10-11 settembre: una serie di scosse colpirà Orsogna; altre scosse ci saranno a novembre e a febbraio dell'anno successivo.

- 3 novembre: accordo commerciale concluso a Parigi tra Italia e Francia[7].

- 6 novembre: inaugurazione dell’Accademia Navale di Livorno[8].

- è inaugurato a Roma l'Ippodromo delle Capannelle, il primo in Italia.

- 31 dicembre: censimento; 28 459 628 abitanti[9]. Periodo d'espansione urbana in Italia: dal 1881 al 1911, la popolazione dei comuni con più di 20 000 abitanti passerà dal 23,7 al 31,3 % e la popolazione di Milano, Torino, Genova, Napoli e Roma dal 5 al 7,7 %[10].

- sono in funzione 9506 km di ferrovie[11].

## Cultura
- nasce il Dizionario enciclopedico Melzi, elaborato da Giovanni Battista Melzi; la prima edizione è pubblicata in Francia. La prima edizione stampata in Italia è del 1884.

### Geologia
- 26 settembre-2 ottobre: si svolge a Bologna, nei locali del Museo geologico universitario, il II congresso internazionale di geologia, presieduto da Giovanni Capellini e con la presidenza onoraria di Quintino Sella[12][13]

### Letteratura
- 7 luglio – Nasce Pinocchio di Carlo Collodi, pubblicato a puntate sul Giornale per i bambini, periodico romano. Le puntate saranno poi raccolte e pubblicate in volume nel 1883[14].

- Giovanni Verga pubblica, a Milano, I Malavoglia, per i tipi dei Fratelli Treves.
- Antonio Fogazzaro pubblica a Milano, da Brigola, Malombra.

### Musica
- 11 gennaio – Prima rappresentazione al Teatro alla Scala di Milano del Ballo Excelsior.

### Stampa
- viene fondato a Roma il Giornale per i bambini; il primo direttore sarà Ferdinando Martini, fino al 1883, quando gli succederà prima Carlo Collodi e poi Emma Perodi.

- 29 dicembre : primo numero de Il Piccolo, a  Trieste fondato  dall'irredentista Teodoro Mayer[15].